# Parageron
Parageron is een vliegengeslacht uit de familie van de wolzwevers (Bombyliidae). De wetenschappelijke naam van het geslacht werd voor het eerst geldig gepubliceerd in 1929 door Paramonov.

## Soorten
De volgende soorten zijn bij het geslacht ingedeeld:
- Parageron beijingensis Yang & Yang, 1994
- Parageron dimonicus Zaitzev, 1996
- Parageron emeljanovi Zaitzev, 1975
- Parageron erythraeus (Greathead, 1967)
- Parageron gratus (Loew , 1856)
- Parageron griseus Paramonov, 1947
- Parageron hyalipennis (Séguy, 1941)
- Parageron incisus (Wiedemann, 1830)
- Parageron loewi (Becker, 1906)
- Parageron lutescens (Bezzi, 1925)
- Parageron major (Macquart, 1840)
- Parageron modestus (Loew, 1873)
- Parageron negevi Zaitzev, 1996
- Parageron punctipennis (Loew, 1846)
- Parageron striatus (Báez, 1982)
- Parageron turkmenicus Paramonov, 1947
- Parageron volkovitshi Zaitzev, 1996
- Parageron zimini Paramonov, 1947

### Synoniemen
- Parageron orientalis Paramonov, 1929 = Parageron lutescens (Bezzi, 1925)